# Jeff Slade
Jeffrey Alan "Jeff" Slade (nacido el 1 de marzo de 1941 en Chicago Heights, Illinois y fallecido el 11 de febrero de 2012 en Sylvania, Ohio) fue un jugador de baloncesto estadounidense que jugó una temporada en la NBA. Con 1,98 metros de estatura, jugaba en la posición de ala-pívot.

## Trayectoria deportiva

### Universidad
Jugó cuatro temporadas con los Lords del Kenyon College, en las que promedió 22,1 puntos y 15,3 rebotes por partido, convirtiéndose en el mejor reboteador de la historia de su universidad. Fue elegido en sus cuatro temporadas en el mejor quinteto de la Ohio Athletic Conference y galardinado con el Dick Gregory Award como mejor jugador de la conferencia en 1962. Es el único jugador de la historia de los Lords en llegar a jugar en la NBA.

### Profesional
Fue elegido en la octogésimo quinta posición del Draft de la NBA de 1962 por Chicago Zephyrs, equipo con el que únicamente llegó a disputar tres partidos, en los que promedió 1,3 puntos y 2,3 rebotes por partido.
Al año siguiente llegó a fichar por los Washington Bullets, pero fue despedido antes del comienzo de la temporada.

## Estadísticas de su carrera en la NBA

### Temporada regular
| Temporada | Edad | Equipo          | Liga | Pos. | P | TIT | MIN | TC  | TCA | %TC  | 3P | 3PA | %3P | 2P  | 2PA | %2P  | TL  | TLA | %TL  | R.OF. | R.DEF. | REB | ASIS | ROB | TAP | PER | FP  | PTS |
| 1962-63   | 21   | Chicago Zephyrs | NBA  |      | 3 |     | 6.7 | 0.7 | 1.7 | .400 |    |     |     | 0.7 | 1.7 | .400 | 0.0 | 0.3 | .000 |       |        | 2.3 | 0.0  |     |     |     | 1.0 | 1.3 |
| Total     |      |                 | NBA  |      | 3 |     | 6.7 | 0.7 | 1.7 | .400 |    |     |     | 0.7 | 1.7 | .400 | 0.0 | 0.3 | .000 |       |        | 2.3 | 0.0  |     |     |     | 1.0 | 1.3 |